# Kınık
Kınık là một huyện thuộc tỉnh İzmir, Thổ Nhĩ Kỳ. Huyện có diện tích 446 km² và dân số thời điểm năm 2007 là 27938 người, mật độ 63 người/km².